# سلطان علي الخراساني
سلطان علي الخراساني هو طبيب فارسي من القرن السادس عشر من خراسان، في بلاد فارس.
عادةً ما كان سلطان علي يوقع اسمه على أنه الحكيم سلطان علي الخراساني، مارس الطب لمدة 40 عامًا في خراسان وما وراء النهر (آسيا الوسطى)، وخاصةً في سمرقند. بدأ كتابة دليله العلاجي الفارسي دستور العِلاج سنة 1526 بناءً على طلب أبو المظفر محمود شاه سلطان. يتم الاحتفاظ اليوم بنسخ عديدة من دليله، والتي كانت شائعة جدًّا سابقًا.